# Victor Asirvatham
Victor Asirvatham, né le 25 septembre 1940 à Ipoh et mort le 11 mai 2021 dans la même ville, est un athlète malaisien, courant principalement le 400 mètres et le relais 4 × 400 mètres.

## Biographie
Victor Asirvatham remporte plusieurs médailles lors des Jeux asiatiques  : une médaille d'argent sur le relais 4 × 400 mètres en 1962 à Jakarta ainsi qu'en 1966 à Bangkok ainsi qu'une médaille de bronze en 1970 à Bangkok.
Il dispute deux éditions des Jeux olympiques (en 1964 et en 1968) deux éditions des Jeux du Commonwealth (en 1962 et en 1966) et remporte 14 médailles d'or lors des différentes éditions des Jeux d'Asie du Sud-Est.
Souffrant de problèmes cardiaques récurrents, il est hospitalité d'urgence au KPJ Ipoh Specialist Hospital le 11 mai 2021 et meurt le jour même, à l'âge de 80 ans.